# دارمندرا ديول
دارمندرا ديول (بالإنجليزية: Dharmendra)‏ أشهر الممثلين في بوليوود ( السينما الهندية ) وهو المنافس الأجدر والوحيد في زمن الستينات والسبعينات والثمانينات. وصاحب رصيد كبير من الأفلام حيث تجاوز سقف ال 280 فيلم وجذب إليه الجماهير في شتى بقاع المعمورة، عُرف عنه براعة في شتى الأدوار اللتي أوكلت له من أفلام الحركة والدراما والرومانسية والكوميدية اللتي أصبح مميزاً بها، كانت بداياته في مطلع الستينات.

## حياته
ولد دارمندرا في 8 ديسمبر سنة 1935 في عائلة جاءت إلى منطقة سينغ ديول Keshwant البنجاب. الهند والدته هي Kapurthala وكان والده سيد رئيس المدرسة في satwant كور و sahnewal لوديانا. أمضى دارمندرا طفولته في مكانه الأصلي في وديانا.
دارمندرا هو نجم أسطورى في بوليوود وكان يعرف قديمآ باسم دارام جارام عمل في أكثر من 280 فيلم في بوليود على مدى خمسة عقود واعتبر وسيم بوليوود في دورة حياته المهنية كما لقب بالرجل القوى ذو العضلات وفي عام 1997 تلقى دارمندرا جائزة فيلمفير أنجاز العمر في وقت مبكر من حياته لما قدمه من أعمالاً قيمة في السينما في بوليود في هذه الفترة.
تزوج النجم دارمندرا مرتين الأولى زوجته (براكاش) وهي هندوسية الديانة وأنجب منها أربعة وهم الآن النجم سوني ديول والنجم بوبي ديول
ثم تزوج مرة أخرى من النجمة الجميلة هيما ماليني التي عملت معه بكثير من الافلام حتى لقبوا بثنائي بوليود الرومانسي. ولانه لا يحق له الزواج بأخرى في الديانة الهندوسية.
حيث أن زوجته كانت لا تريد الطلاق منه أسلم النجم دارمندرا عام 1979 وغير اسمه إلى ديلاوار خان ثم تزوج هيما مالني وأنجب منها أبنتان وهم النجمة أيشا ديول وأهانا ديول.

## جوائز وترشيحات
الجائزة الوطنية الهندية National Film Awards (India) 2012
أفضل أنتاج Ghayal عام Award for Best Popular Film 1991
أفضل فيلم Ghayal عام Filmfare Award for Best Film 1991
الإنجاز مدى الحياة عام Filmfare Lifetime Achievement Award 1997
أفضل ممثل رئيسي أعوام Filmfare Award for Best Actor 1967 1972 1974 1975
أفضل ممثل مساعد عام Filmfare Award for Best Supporting Actor 1965
رشح أفضل كوميديان عام 1984 Filmfare Best Comedian Award
الإنجاز مدى الحياة سينما زي عام 2005 Zee Cine Award for Lifetime Achievement
الإنجاز مدى الحياة الاكادمية السينمائية الهندية عام 2007
جائزة التميّز عام BIG Star Entertainment Awards 2010
جائزة خاصة اكاديمية داداساهب فالك 2011 Ratna Award at the Dada Saheb Phalke Academy

## قائمة أفلامه
جوني Gaddaar (2007) -- سيشادري
أبني (2007) -- Baldev الغناء شودري
الحياة في A... مترو (2007) -- امول
همهمة كاون هاي؟ (2004) -- فيرندرا 'فيرو' (ظهور ضيف)
كيس كيس كي Kismat (2004) -- ميهتا Hasmukh
Kaise Kahoon كه بيار هاي (2003)
بهاي ثاكور (2000)
اضع رقم 1 (2000) -- شانكار
إيلان مري كا يونغ (2000) -- اجيت سينغ
السلطان (2000)
Nyaydaata (1999) -- رام التعاون الميداني
Munnibai (1999)
بارسات كي رات (1998)
بيار كيا لدارنا كيا (1998) -- أجاي سينغ ثاكور (تشاتشا)
ظلم Situm يا (1998) -- ارون ليرة سورية
Jeeo شان سي (1997)
دارما الكرمة (1997) -- دارما
Gundagardi (1997)
Loha (1997) -- شانكار
Himmatvar (1996) -- سلطان
Aatank (1996) -- Jesu
المافيا (1996) -- فاوجي اجيت سينغ
عودة اللص جوهرة (1996) -- قالت الشرطة ديف سينغ مفوض Surya
مهرب (1996)
Aazmayish (1995) -- سينغ شانكر راثود
هوم هين تشور السبع (1995)
ميدان الإلكتروني جونغ (1995) -- شانكار
Paapi ديفاتا (1995) -- خان الرحيم
Policewala Gunda (1995)
Taaqat (1995) -- شاكتي سينغ
Juaari (1994)
Shaktishaali مها (1994)
Kshatriya (1993) -- سينغ Prthivi ماهاراج (Surjangarh)
كوندان (1993) -- س سينغ كوندان
Tahalka (1992) -- السابق الميجر دارام سينغ
دوشمان Zamana (1992)
Humlaa (1992) -- بهأواني
كال كي أواز (1992)
Khule (الرأي العام (1992) -- شيفا
Tehelka (1992) -- دارام سينغ
Virodhi (1992) -- المفتش شيكار
وقت وبادشاه كا (1992)
ظلم كي Hukumat (1992) -- كولي Pitamber
Akayla (1991) -- نفسه (مشهد من فيلم "سيتا اور جيتا (1972)") (نكروديتيد)
دوشمان Devta (1991) -- شيفا
Farishtay (1991) -- Veeru
الحاج طوفان (1991)
Kohraam (1991)
الصاري كالإندار (1991) -- شانكار
باب كي Aandhi (1991) -- دارما / مانغال
Trinetra (1991) -- رجا
Humse Takrana نا (1990)
Kanoon Zanjeer كي (1990)
Nakabandi (1990)
بيار كا كارز (1990)
دي جت الأضاحي (1990)
شير ديل (1990)
فاردي (1990) -- Havaldar سينغ بهاجفان
Veeru دادا (1990) -- دادا Veeru
Batwara (1989) -- سينغ سومر
Bhrashtachar (1989) -- نفسه (مشهد من فيلم "ميرا ميرا غاون ديش (1971)") (نكروديتيد)
إيلان الإلكتروني جونغ (1989)
Hathyar (1989) -- خان خوشال
Ilaaka (1989) -- المفتش فيرما دارام
Suhaag كي قاسم (1989)
Nafrat كي Aandhi (1989) -- سونو
Sachai كي طاقات (1989) -- Havaldar رام سينغ
Shehzaade (1989) -- سينغ Zorawar / شانكار
السكة (1989) -- فيجاي
Akhri Muqabla (1988) -- كمال سينغ Havaldar
غانغا مين ديش تيرى (1988)
Khatron كه خيلادي (1988) -- Balwant
Mahaveera (1988) -- اجاي فيرما
Mardon الي Baat (1988) -- سينغ Yadvinder
باب كو Raakh كار الجلاء Doonga كار (1988)
Saazish (1988)
سون بي Suhaaga (1988) -- دادا فيكرام / كومار Ashwini
Bhopali Soorma (1988)
زلزلة (1988)
مجموعة الاهلي آج مرحبا (1987) -- بهادور سينغ / سينغ شير
Hukumat (1987) -- أرجون سينغ
الإنصاف كي بكار (1987)
Insaaniyat دوشمان كه (1987)
جيان Hatheli بي (1987) -- سوني
Loha (1987)
مرد كي Zabaan (1987)
ميرا ميرا دارام كرم (1987) -- أجاي شارما شانكار
سوبرمان (1987) -- الأب البيولوجي لسوبرمان
الوطن Rakhwale كه (1987)
الرئيسية Balwan (1986) -- المفتش شودري
محبات كي قاسم (1986) -- محل مالك
سلطنة (1986) -- خالد اللفتنانت
Ghulami (1985) -- رانجيت سينغ
كاريشما Kudrat القاع (1985) -- فيجاي / كاران
Sitamgar (1985)
بازاي (1984) -- أجاي
الإنصاف كاريجا كوان (1984)
Jagir (1984) -- شانكار
Jeene ناهي Doonga (1984)
Jhootha ساك (1984)
Raaj تيلاك (1984) -- سينغ Zohravar
Ranjhan يار ميرا (1984)
مشمس (1984)
الميدالية الذهبية (1984)
Andha Kanoon (1983) -- سائق شاحنة (ظهور ضيف)
Jaani دوست (1983)
Naukar بيوي كا (1983) -- ديباك كومار / رجا
قيامات (1983)
راضية سلطان (1983) -- جمال الدين ياقوت
Badle كي مجموعة الاهلي (1982) -- 'شيرا شير سينغ'
Baghawat (1982) -- عمار / عمار سينغ راجكومار
لا Dishayen (1982)
Ghazab (1982) -- 'مونا أجاي سينغ'
الرئيسية Loonga Intequam (1982) -- اسمه الحقيقي كومار
Meharbaani (1982)
راجبوت (1982) -- مانو براتاب سينغ
Samraat (1982) -- رام
Teesri Aankh (1981)
نصيب (1981) -- نفسه
Krodhi (1981) -- سينغ Vikramjit / Shradhanand أشاريا (فيكي)
أجزاء من الكمية المخصصة العاص (1981) -- ارون تشودري
Katilon Kaatil كه (1981) -- اجيت / بادشاه
أستاذ بياريلال (1981) -- رام / أستاذ بياريلال
قذفة Jattan دي (1981) -- دارام سينغ تشودري
Chunaoti (1980)
بابا اور 40 تشور (1980) -- علي بابا
إنصاف كا Tarazu (1980) -- الجندي (ظهور ضيف)
رام بالرام (1980) -- رام / Bholuram
حرق القطار (1980) -- أشوك
سينما سينما (1979) -- نفسه
ديل كا حراء (1979) -- ضابط الجمارك شارما راجات
Kartavya (1979) -- فيجاي
أزاد (1978) -- أشوك (أزاد)
ديلاجى (1978) -- مدرس اللغة السنسكريتية
Phandebaaz (1978)
شاليمار (1978) -- اس اس كومار
Aaina (1977) -- نفسه (تصوير فيلم) (نكروديتيد)
تشاتشا Bhatija (1977) -- شانكر
تشالا Banne بطل موراري (1977)
Charandas (1977)
دارام فير (1977) -- دارام سينغ
لا Chehere (1977) -- بران كانوار (السكير) / شوكلا CIDSP
لا شولاي (1977)
حلم فتاة (1977) -- أنوبام فيرما
خيل Khilari كا (1977) -- Lutera Shaki / رجا صعب / اجيت
Kinara (1977)
معهد ماساتشوستس للتكنولوجيا الحبار أثر الضرب بالسياط Mitane Jayenge (1977)
سوامي (1977)
Tinku (1977)
غانجا (1976) -- سوراج كومار
Giddha (1976)
ماء (1976) -- فيجاي
الرئيسية Bakhshanhaar توم بابي (1976)
سانتو Banto (1976)
زيد (1976)
أبني دوشمان (1975) -- Brijesh
Chaitali (1975)
سي Chhoti Baat (1975) -- نفسه (في أغنية "Janeman Janeman") (نكروديتيد)
شوبك شوبك (1975) -- د. محتفظا تريباثي موهان Pyare /
Dhoti Chowpatty اور وتا (1975) -- مجنون
ئي كيه محل كا سابنون هو (1975)
Kahte هين Mujhko رجا (1975)
Pratigya (1975) -- اجيت سينغ
Saazish (1975)
الشعلة (1975) -- فيرو
تيري ميري العك Jindri (1975)
لا شير (1974)
دوست (1974) -- Maanav
Dukh النعم Bhanjan تيرا (1974)
كروك الدولي (1974) -- شيكار
Kunwara Baap (1974) -- نفسه (ظهور ضيف)
Patthar بايال اور (1974) -- رانجيت سينغ
Pocketmaar (1974) -- شانكار
Resham كي دوري (1974)
بريد السوداء (1973) -- كايلاش
كه Jheel بنا Paar (1973) -- راي سمير
Jugnu (1973) -- أشوك / Jugnu
Bhata Jwar (1973)
كي Kahani Kismat (1973) -- شارما اجيت
Keemat (1973) -- السيد جوبال (وكيل 116)
الكسول (1973) -- اجيت سينغ
Phagun (1973)
بارات كي Baaraat (1973) -- شانكار
Anokha ميلان (1972) -- Ghanshyam "غانا"
لا تشور (1972) -- توني
Lalkaar (1972) -- التخصص رام كابور
جاني رجا (1972) -- سينغ راجكومار
سامادهي (1972) -- سينغ لاخان / أجاي
سيتا اور جيتا (1972) -- Raka
Guddi (1971) -- نفسه
ميرا ميرا ديش غاون (1971) -- اجيت
نايا Zamana (1971) -- أنوب
Rakhwala (1971)
إيشك ناهين الزور الاسمية (1970)
جيفان Mrityu (1970) -- اشوك تاندون / سينغ بيكرام
كاب؟ كيون؟ اور كاهان؟ (1970) -- أناند المفتش إدارة البحث الجنائي
كانكان دي اولي (1970) -- سينغ بانتا
رجل كي Aankhen (1970) -- راجيش أغاروال
ميرا نام جوكر (1970) -- Mahender
شرفات (1970) -- راجيش
توم جوعان الرئيسية حصين (1970) -- سونيل
كهاموشي (1969) -- السيد ديف (المريض # 24) (ظهور ضيف)
بيار بيار مرحبا (1969) -- براتاب فيجاي
Aadmi Insaan اور (1969) -- ميهرا Munish
آية كه جهوم صوان (1969)
Satyakam (1969) -- Satyapriya أشاريا (السبت)
يقين (1969) -- راجيش / garçon
الصياد (1968) -- أجاي
Aankhen (1968) -- سونيل
بازاي (1968)
Baharon كي بمنزل (1968)
عزت (1968)
مجرد مجرد دوست Hamdam (1968) -- سونيل
تشاندان كا Palna (1967) -- اجيت
دولهان إيك كي رات (1967) -- أشوك
ياد الأبرة كيسى كي العاطي هاي (1967)
Majhli ديدي (1967) -- بيبين
ديل ياد فير كيا ني (1966)
ايى كه بهار الدين (1966) -- رافي / براكاش
أنوباما (1966) -- أشوك
Baharen فير بهي Aayengi (1966) -- غوبتا جيتندرا
Devar (1966)
مامتا (1966) -- Indraneel محام
محبات زنداجي هاي (1966) -- عمار
فول Patthar اور (1966) -- شاكتي سينغ / Shaaka
Akashdeep (1965)
تشاند سوراج اور (1965)
Kaajal (1965) -- راجيش
Neela Aakash (1965) -- عكاش
بورنيما (1965)
كي Parchhaiyan الأسترالية (1964) -- Chandramohan شوبرا الاسم المستعار Channi
Ayee ميلان كي بيلا (1964) -- رانجيت (كما Dharminder)
غانغا كي Lahren (1964)
(حقيقة (1964) -- الكابتن سينغ بهادور
الرئيسية بهي ادكى هون (1964)
ميرا Qasoor كيا هاي (1964)
بوجا فول كه (1964) -- Balraj (راج)
بانديني (1963) -- ديفيندرا (طبيب السجن) (كما Dharminder)
Begaana (1963)
Anpadh (1962)
شادي (1962)
سورة سيرة اور (1962)
صبي صديق (1961) -- سونيل
شولا شابنام اور (1961)
بهي تيرا ديل هوم بهي تيرى (1960)
منهاج السكك الحديدية (1955

## روابط خارجية
- دارمندرا ديول على موقع IMDb (الإنجليزية)
- دارمندرا ديول على موقع ألو سيني (الفرنسية)
- دارمندرا ديول على موقع أول موفي (الإنجليزية)
- دارمندرا ديول على موقع إن إن دي بي (الإنجليزية)
- دارمندرا ديول على موقع قاعدة بيانات الفيلم (الإنجليزية)
- دارمندرا ديول على موقع كينوبويسك (الروسية)